# Åsa Hellman
Åsa Katarina Hellman, född 23 september 1947 i Borgå, är en finländsk keramikkonstnär.
Åsa Hellman är dotter till konstnärerna Karin och Åke Hellman. Hon utbildade sig i konsthistoria vid Helsingfors universitet 1967–1969 och keramik vid Konstindustriella högskolan 1969–1973. Hon studerade även i Belgrad 1974–1975 och vid Royal College of Art i London 1978–1979. Från 1973 till 1993 var hon verksam i gruppverkstaden Pot Viapori på Sveaborg.
Hellman började sin karriär med att formge mindre föremål som fat och vaser för att senare övergå till keramiska konstverk i stort format, ofta inspirerade av Medelhavskulturernas bildspråk och dekorerade med lysterglasyr. Hon har utfört flera offentliga utsmyckningar, bland annat reliefen Resande i Kårböle svenska lågstadieskolas matsal (1995). Sin första utställning, av abstrakta skulpturer, hade hon 1973 på Konstsalongen i Helsingfors. Hennes verk finns i samlingarna av bland annat Victoria and Albert Museum i London, Nationalmuseum i Stockholm, Röhsska museet i Göteborg och Designmuseet i Helsingfors.
Åren 1983–1985 arbetade Hellman som timlärare vid Konstindustriella högskolan i Helsingfors. Sedan 1968 är hon även verksam som frilansande konstskribent. Hennes år 2004 utgivna bok Taidekeramiikka Suomessa (svensk utgåva Keramikkonsten i Finland, 2006) fick Finska Konstföreningens pris för årets konstbok.

## Priser och utmärkelser
- 1982 – Finska statens konstindustripris
- 1997 – Borgå stads kulturpris
- 2002 – Stina Krooks Stiftelses pris
- 2004 – Årets konstbok, för Keramikkonsten i Finland
- 2021 – Svenska kulturfondens pris[8]